# جفت‌شدن فوکویاما
جفت‌شدن فوکویاما(به انگلیسی: Fukuyama coupling) گونه‌ای از واکنش جفت‌شدن در شیمی آلی است که طی آن یک تیواستر و هالید یک ترکیب آلی روی دار در حضور کاتالیزور پالادیم با یکدیگر واکنش داده و تشکیل یک کتون را می‌دهند. این واکنش در سال ۱۹۹۸ توسط شیمیدان ژاپنی فوکویاما کشف شد.